# Жакипбеков, Сабет Малгаждарович
Жакипбеков Сабет Малгаждарович (род. 23 апреля 1936 г. Актогайский район, Карагандинская область) — начальник Главного Управления правительственной связи Комитет национальной безопасности Республики Казахстан (командующий войсками правительственной связи Республики Казахстан) (1991-1995гг). Имел специальное звание полковника госбезопасности в СССР (1981) и генерал-майора в Казахстане (1992).

## Биография
Жакипбеков Сабет Малгаждарович родился 23 апреля 1936 года в Актогайском районе Карагандинской области. Казах. Происходит из рода Тобыкты племени Аргын.
В 1959 году окончил факультет «телефонно-телеграфной связи» Новосибирского электротехнического института связи. Квалификация — инженер-связист.
Первый председатель Координационного Совета СНГ по правительственной связи (2002 год), бывший директор Агентства правительственной связи СОП РК с 1995 по 1997 годы. Кавалер Ордена «Курмет» (2019 год).

## Трудовая деятельность
- С 1959 по 1974 года — служба на офицерских должностях органов правительственной связи Комитета государственной безопасности при СМ КазССР.
- С 09.1974 по 1977 год — начальник отдела правительственной связи КГБ КазССР[6].
- C 12.1977 по 1991 год — начальник Управления правительственной связи КГБ КазССР.
- В период с 1991 по 1995 год — начальник Главного Управления правительственной связи Комитет национальной безопасности Республики Казахстан.
- 15 декабря 1992 года Указом Президента Республики Казахстан присвоено звание — генерал-майор.
- C 1995 по 1997 год — заместитель начальника Cлужбы охраны Президента Республики Казахстан — директор Агентства правительственной связи.[7].
- C 1997 — на пенсии.
- C 1997 по 2004 год — принимал участие в создании совместного казахстанско-американского предприятия АО «Нурсат» (оператор спутниковой связи). Являлся первым Президентом Компании.
- C 2004 по 2009 год — председатель совета Ветеранов Комитета национальной безопасности Республики Казахстан[8].

## Награды и звания[9]
СССР
- 1957 — Медаль «За освоение целинных земель»
- 1965 — Медаль «20 лет Победы в Великой Отечественной войне»
- 1968 — Медаль «50 лет Вооружённых Сил СССР»
- 1978 — Медаль «60 лет Вооружённых Сил СССР»
- 1979 — Медаль «За безупречную службу» I степени
- 1984 — Медаль «Ветеран Вооружённых Сил СССР»
- 1988 — Медаль «70 лет Вооружённых Сил СССР»
- 1990 — Почётный сотрудник госбезопасности

Россия
- 1994 — Почётный сотрудник Федеральных органов правительственной связи
- 1996 — Медаль «За укрепление боевого содружества» (ФАПСИ)

Казахстан
- 1996 — Почётный связист
- 1997 — Почётный сотрудник Комитета Национальной безопасности РК
- 2006 — Медаль «За вклад в обеспечение национальной безопасности»
- 2006 — Почётный сотрудник Комитета Национальной безопасности РК
- С 2007 года является почетным гражданином Актогайского района Карагандинской области
- 2011 — Медаль «20 лет независимости Республики Казахстан»
- 2019 — Орден «Курмет»

## Семья
Жена — Адамбекова Гүлжахан Төлепберліқызы.
Дети — дочь Алия, сыновья Сембек и Ержан.
Имел 7 внуков.

## Сочинения
Тропою жизненного пути [Текст] / С. Жакипбеков; [предисл. Б. Ы. Елубаев]… — Алматы : [б. и.], 2021. — 131, [2] с., фотоил. — [б. т.] — 978-601-06-7758-6 (в пер.)